# Patricio Prato
Patricio Prato (Buenos Aires, 24 de noviembre de 1979) es un exbaloncestista argentino que jugaba en las posiciones de escolta y de alero. Considerado un jugador de gran proyección durante su etapa juvenil, asistió a la Universidad de San Buenaventura en los Estados Unidos de América, donde jugó entre 1999 y 2003 para los Bonnies en la División I de la NCAA. Posteriormente desarrolló una larga carrera como profesional, mayormente en equipos italianos. 

## Trayectoria

### Atenas de Córdoba
Patricio Prato es hijo de Fernando Prato, un destacado baloncestista cordobés que fue miembro de la selección de básquetbol de Argentina entre 1971 y 1983. Siguiendo los pasos de su padre, comenzó a jugar al baloncesto en Atenas desde muy pequeño. Con ese club debutó en la Liga Nacional de Básquet durante la temporada 1996-97 y se consagró campeón dos veces. En total llegó a jugar en 33 partidos del campeonato local (teniendo también algunos minutos en competencias continentales), antes de migrar en 1999 a los Estados Unidos de América con una beca de la Universidad de San Buenaventura para formar parte del plantel de los St. Bonaventure Bonnies.

### Etapa universitaria
En sus cuatro temporadas compitiendo en la Atlantic 10 Conference de la NCAA, Prato disputó 109 partidos en los que registró promedios de 10.2 puntos y 4.3 rebotes por encuentro. En su año como senior su equipo estuvo involucrado en un escándalo producido por el reclutamiento irregular de un jugador, lo que los dejó sin la posibilidad de luchar por el campeonato.

### Primer ciclo en Italia
Tras no ser seleccionado por ninguna franquicia en el Draft de la NBA de 2003, el argentino aceptó una oferta para jugar en Italia, iniciando así un ciclo de nueve años en ese país. En su primera temporada en Europa actuó en las filas del Skipper Bologna, uno de los equipos más dominantes del baloncesto italiano de ese momento con el que llegó hasta disputar la final de la Euroliga en 2004. Posteriormente pasó al Air Avellino, donde su tarea estuvo centrada en evitar el descenso de la Serie A.
En 2006 fue contratado por el Solsonica Rieti, equipo al que lideró en la conquista de la Copa de Italia y de la Legadue en 2007. Permaneció con los reatinos un año y medio más, pasando luego al NGC Cantù en el invierno de 2009.
En el verano de 2009 aceptó una oferta para volver a la Legadue, esta vez como parte de la plantilla del Andrea Costa Imola. Sin embargo, tras solo 6 partidos en los que fue figura, rescindió su contrato para unirse a La Fortezza Bologna, equipo que llegaría hasta los playoffs de la temporada 2009-10 de la Serie A. Luego de ese breve retorno a la categoría máxima del baloncesto italiano, Prato pasaría dos temporadas más en la Legadue junto al Andrea Costa Imola.

### Retorno a la Argentina
Prato volvió a su país natal en 2012, aceptando una oferta de Lanús, club en el que también había jugado su padre. Sólo estuvo un año allí, siendo parte del plantel que terminó como subcampeón de la LNB. 
Al año siguiente ficharía con Boca Juniors, equipo que esa temporada sería eliminado en las semifinales de los playoffs.

### Último ciclo en Italia
En 2014 el jugador argentino inició su nuevo ciclo en tierras italianas, el cual duraría hasta 2019. En esta etapa jugó sólo para el Andrea Costa Imola en la Serie A2, siendo el capitán del equipo y un referente para los aficionados. 

## Selección nacional
Prato, al igual que su padre, jugó en la selección de básquetbol de Argentina, llegando a disputar los torneos de baloncesto de los Juegos Panamericanos de Santo Domingo 2003 y de Río de Janeiro 2007, además de haber integrado el plantel que terminó segundo en el Campeonato Sudamericano de Baloncesto de 2003.